# Chennevières-lès-Louvres
Chennevières-lès-Louvres este o comună franceză, situată în departamentul Val-d'Oise, în regiunea Île-de-France, la o distanță de aproximativ 2 km de Aeroportul Internațional Paris–Charles de Gaulle și la circa 25 km nord-est de Paris.

## Geografie

### Descriere
Chennevières-lès-Louvres este un sat din departamentul Val-d'Oise, în apropiere de granița cu departamentul Oise. Localitatea se află în vecinătatea nordică a platformei aeroportuare a aeroportului Charles de Gaulle, la 25 km nord-est de Paris, 18 km sud-est de Chantilly și 35 km est de Cergy.

### Comune limitrofe
| Villeron | Vémars             |  |
| Louvres  |                    |  |
|          | Épiais-lès-Louvres |  |

### Căi de comunicație și transport
Comuna este ușor accesibilă datorită apropierii de Francilienne și de autostrada A1, care traversează teritoriul său. De asemenea, este deservită de două linii de TGV: LGV Nord și LGV Interconnexion Est.

### Clima
În 2010, clima comunei este de tipul climatului oceanic degradat al câmpiilor din Centru și Nord, conform unui studiu al Centrului Național de Cercetare Științifică (CNRS) pe baza unui set de date care acoperă perioada 1971-2000 bazat pe o serie de date din perioada 1971-2000. În 2020, Météo-France a publicat o tipologie a climatului pentru Franța metropolitană, în care comuna este expusă unui climat oceanic și se află în regiunea climatică Sud-vest a bazinului Parisian, caracterizată printr-o ploaie redusă, în special primăvara (120-150 mm) și un iarnă rece (3,5 °C).
Pentru perioada 1971-2000, temperatura anuală medie este de 10,9 °C, cu o amplitudine termică anuală de 15 °C. Cumulul anual mediu de precipitații este de 717 mm, cu 10,3 zile de precipitații în ianuarie și 8,2 zile în iulie. Pentru perioada 1991-2020, temperatura medie anuală observată la stația meteorologică Météo-France cea mai apropiată, situată în comuna Saint-Witz la 5 km distanță, este de 12,5 °C, iar cumulul anual mediu de precipitații este de 666,7 mm.
Parametrii climatici ai comunei au fost estimați pentru mijlocul secolului (2041-2070) conform diferitelor scenarii de emisie de gaze cu efect de seră, bazate pe noile proiecții climatice de referință DRIAS-2020. Aceștia pot fi consultați pe un site dedicat publicat de Météo-France în noiembrie 2022.

## Urbanism

### Tipologie
La 1 ianuarie 2024, Chennevières-lès-Louvres este clasificată drept comună rurală cu habitat dispersat, conform noii grile de densitate comunală în șapte niveluri, definită de INSEE (Institutul Național de Statistică și Studii Economice) în 2022. Este situată în afara unității urbane. În plus, comuna face parte din zona metropolitană a Parisului, fiind o comună din coroana acestei zone. Această zonă cuprinde 1.929 de comune.

## Toponimie
Originea numelui Chennevières-lès-Louvres provine din latinul Cannabria, marcat de sufixul latin -aria, transformat în franceză în -ière, desemnând locuri umede unde prosperă cultura cânepii (cannabria sau cannabis).
La mijlocul secolului al XVIII-lea, abatele Lebeuf admite că toponimul se explică prin această cultură, dar observă că aproape întreaga regiune este dedicată arăturilor și că cânepa nu este mai frecventă aici decât în alte părți.

## Istorie
Localitatea era locuită încă din epoca galo-romană, iar prezența merovingiană este, de asemenea, atestată prin descoperirea unei necropole în apropierea vechii biserici Saint-Médard.
Satul a fost o posesiune a abației Saint-Denis în secolul al XII-lea. Se crede că abatele Suger, figura importantă a istoriei religioase și politice a Franței, s-ar fi născut în acest sat în jurul anului 1081.

## Populația și societatea

### Date demografice
Evoluția numărului de locuitori este cunoscută prin recensămintele populației efectuate în comuna respectivă începând din 1793. Pentru comunele cu mai puțin de 10 000 de locuitori, un recensământ al întregii populații este realizat la fiecare cinci ani, populațiile legale pentru anii intermediari fiind estimate prin interpolare sau extrapolare.
În 2021, comuna număra 306 locuitori, în scădere cu −0,65 % față de 2015 (Val-d'Oise: +3,39 %, Franța fără Mayotte: +1,84%).
| An        | 1793 | 1821 | 1841 | 1856 | 1876 | 1886 | 1901 | 1921 | 1936 | 1962 | 1982 | 2006 | 2014 | 2021 |
| --------- | ---- | ---- | ---- | ---- | ---- | ---- | ---- | ---- | ---- | ---- | ---- | ---- | ---- | ---- |
| Populație | 180  | 166  | 143  | 120  | 175  | 155  | 184  | 181  | 188  | 172  | 156  | 306  | 317  | 306  |

## Cultură locală și patrimoniu

### Locuri și monumente
Chennevières-lès-Louvres are un monument istoric pe teritoriul său:
- Biserica Saint-Leu-et-Saint-Gilles (clasată monument istoric în 1980[26]), situată în piața Bisericii: aceasta înlocuiește o veche biserică dedicată Sfântului Médard, care se afla la sud de sat și care a fost demolată cel târziu la începutul secolului al XVIII-lea.

Biserica actuală a fost fondată în secolul al XIV-lea de către stăpânul din Chennevières, Gilles Choisel, de la care provine hramul său, Sfântul Egidiu. Cel de-al doilea hram, Saint-Leu, este atestat abia la mijlocul secolului al XVI-lea.
În această perioadă, un cor spațios în stil renascentist a fost construit în partea de est a micii nave gotice. Corul este flancat de două capele, dintre care cea de la nord este dedicată Fecioarei Maria și adăpostește o statuie a Fecioarei cu Pruncul datând de la începutul secolului al XIV-lea.
Decorul absidei este deosebit de îngrijit, iar nișele pentru statui, dintre care două au baldachine bogat ornamentate, împodobesc pilonii.
Conform unei inscripții, finalizarea corului actual poate fi datată în 1577. În acea perioadă, un turn asociat castelului din apropiere servea drept clopotniță. Acesta s-a prăbușit în 1718, iar stăpânul feudal, domnul Nouveau, a oferit parohiei o nouă clopotniță, nu foarte înaltă, dar acoperită cu o fleșă elegantă. Aceasta servește și ca pridvor și precede nava.
Colateralele navei au fost construite în același timp cu clopotnița, în 1719. Restaurări au avut loc în secolul al XIX-lea; este posibil ca bolțile navei să fi fost refăcute în această perioadă.
Biserica Saint-Leu-Saint-Gilles este, așadar, o construcție compozită, în care diferența de înălțime între navă (7,10 m) și cor (11,75 m) este izbitoare, la fel ca și diferența în calitatea arhitecturii.
Doar corul prezintă un real interes artistic; acesta se distinge printr-o eleganță sobră și, datorită absidei sale înconjurate de nișe pentru statui, reprezintă unul dintre cele mai frumoase spații liturgice din secolul al XVI-lea din regiune.
Se pot menționa, de asemenea:

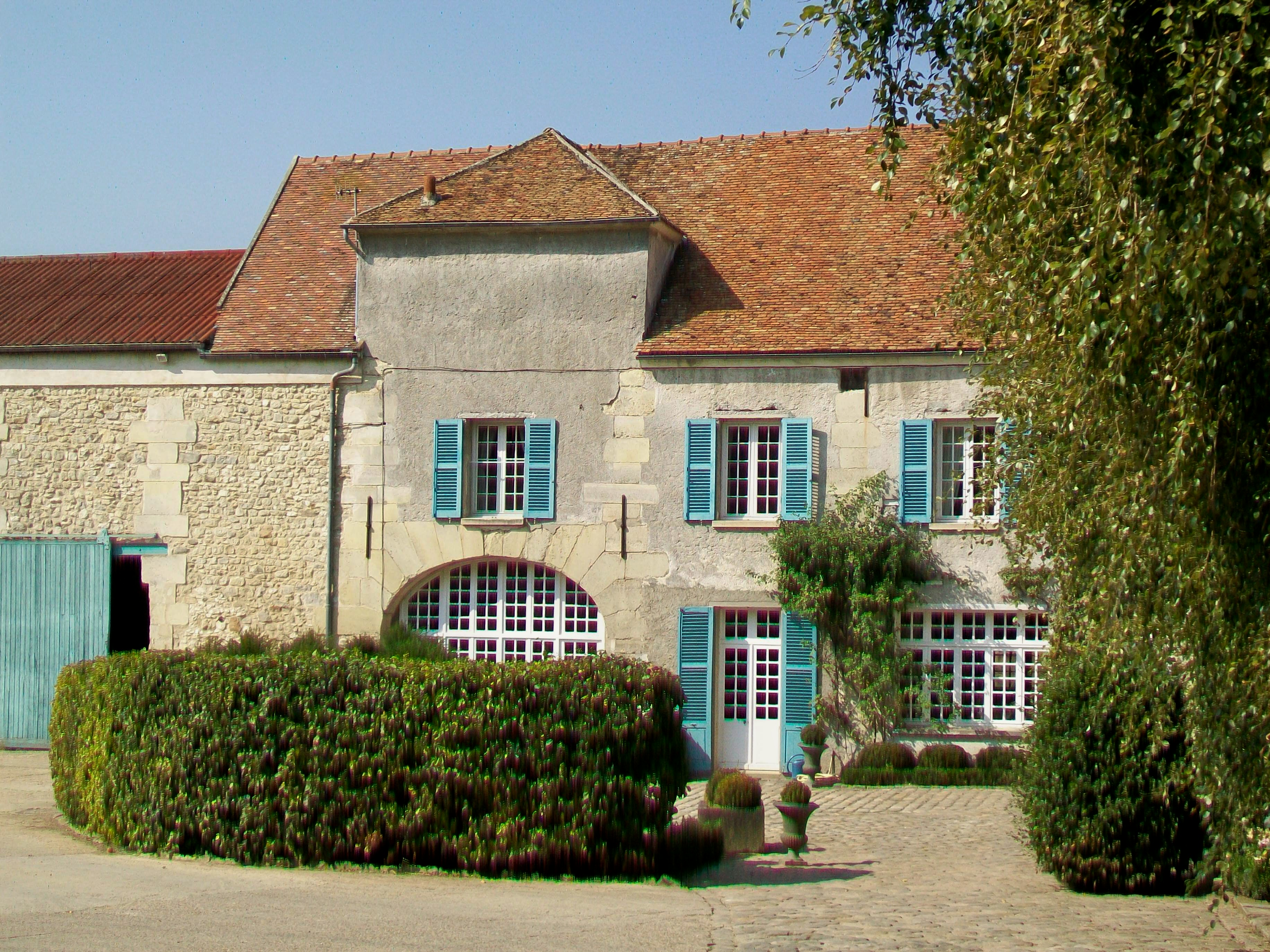
Ferma de la Vallée.

- Castelul, situat pe strada d'Épiais-les-Louvres: Este, de fapt, o mare casă burgheză cu două etaje, construită în 1842 pentru domnul Prestat, negustor din Paris. Clădirea se află pe locul fostului castel feudal, demolat în 1641, și este înconjurată de o grădină englezească vastă, contemporană cu casa.

Castelul ocupa aproximativ o treime din suprafața satului, însă construcția autostrăzii a dus la pierderea părții sale occidentale. În plus, în a doua jumătate a secolului XX, în sectorul sud-estic al parcului a fost stabilită o unitate de producție farmaceutică.

### Personalități
- Abatele Suger, născut, conform lui Charles Higounet, la Chennevières-lès-Louvres[29][30] în 1080 sau 1081 și decedat la Saint-Denis pe 13 ianuarie 1151, a fost un abate și om de stat francez, principal ministru al regilor Ludovic al VI-lea și Ludovic al VII-lea. Este cunoscut pentru ambițiile sale teologice și artistice, care l-au condus la reconstrucția bazilicii Saint-Denis, dând astfel naștere artei gotice.